# Claude Daniel Proellochs
Claude Daniel Proellochs est un horloger ayant été le dirigeant de l'entreprise Eterna pendant 14 ans jusqu'en 1987 avant d'avoir travaillé pour Omega, puis Vacheron Constantin en novembre 1988. Il participe à l'achat puis la revente de l'entreprise Vendôme luxury group. Il prend sa retraite en 2005,,,.